# Salix amygdaloides
Salix amygdaloides (лат.) — древесное растение, небольшое дерево, вид рода Ива (Salix) семейства Ивовые (Salicaceae). Произрастет в центральной части Северной Америки к востоку от Каскадных гор.

## Таксономия
Видовой эпитет лат. amygdaloides («миндалевидный») относится к листьям, которые имеют некоторое сходство с листьями персика и миндаля.

## Описание

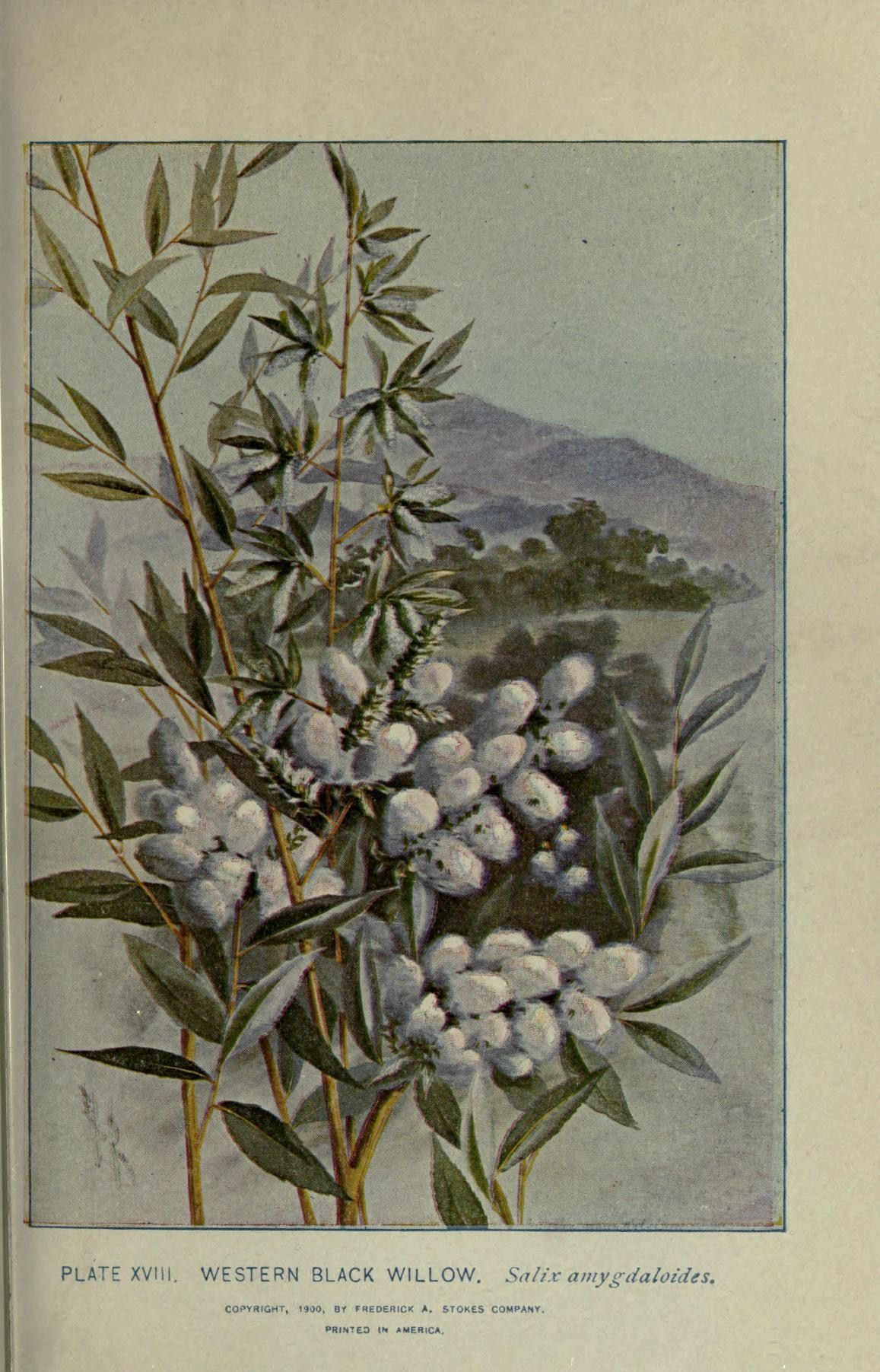
S. amygdaloides. Иллюстрация 1900 года

Salix amygdaloides — небольшое или среднее листопадное дерево, достигающее 4-20 м в высоту; помимо тополей, это самое большое дерево, произрастающее в прериях. У S. amygdaloides один ствол, реже несколько более коротких стволов. Листья ланцетные, 3-13 см в длину и 1-4 см в ширину, желтовато-зелёные с бледной беловатой нижней стороной и мелкозубчатым краем. Цветки — жёлтые, собранные в серёжки 3-8 см в длину, появляются весной вместе с листьями. Красновато-жёлтые плоды-коробочки созревают в конце весны или в начале лета. Отдельная коробочка 4-6 мм.

## Ареал и местообитание
Этот вид произрастает в центральной части Северной Америки к востоку от Каскадных гор. Встречается на юге Канады от западной Британской Колумбии до Квебека и в США от Айдахо, Монтаны и Аризоны до восточного Кентукки. По состоянию на 2022 год предполагается, что вид исчез в Кентукки. S. amygdaloides растёт очень быстро, но этот вид недолговечен. Произрастает в северных прериях, часто около ручьёв и рядом с тополями.

## Галерея

S. amygdaloides
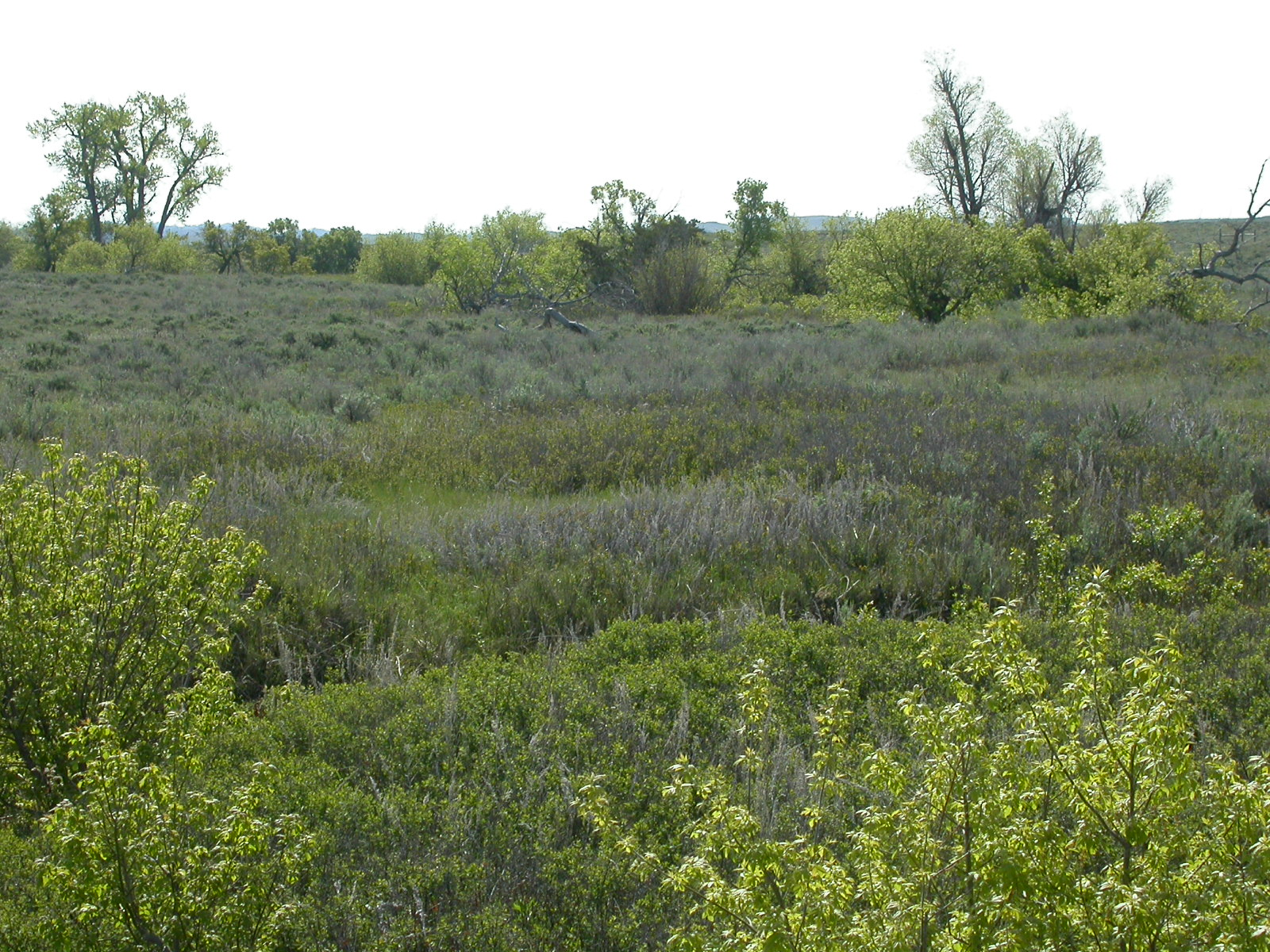
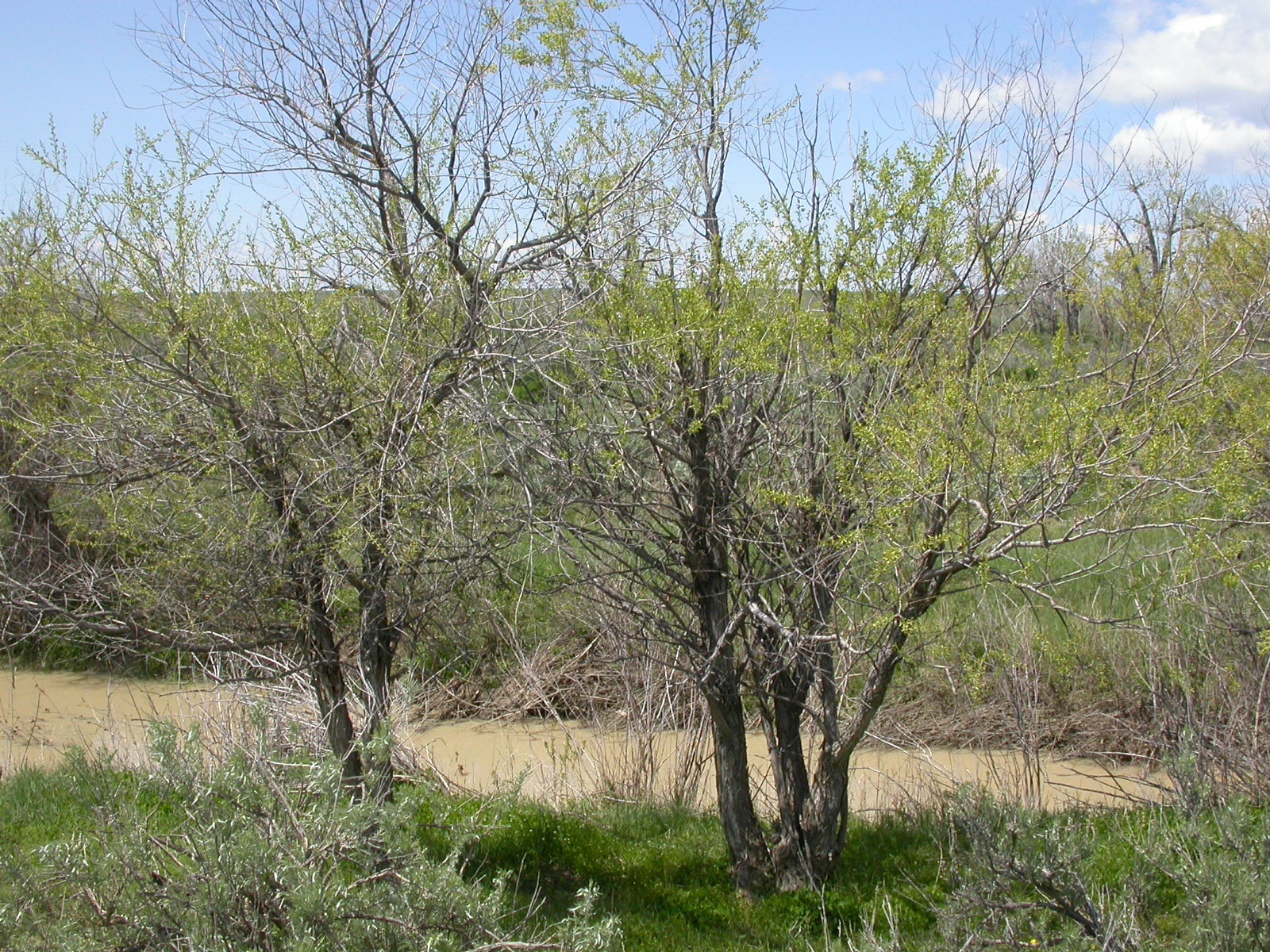
В природе
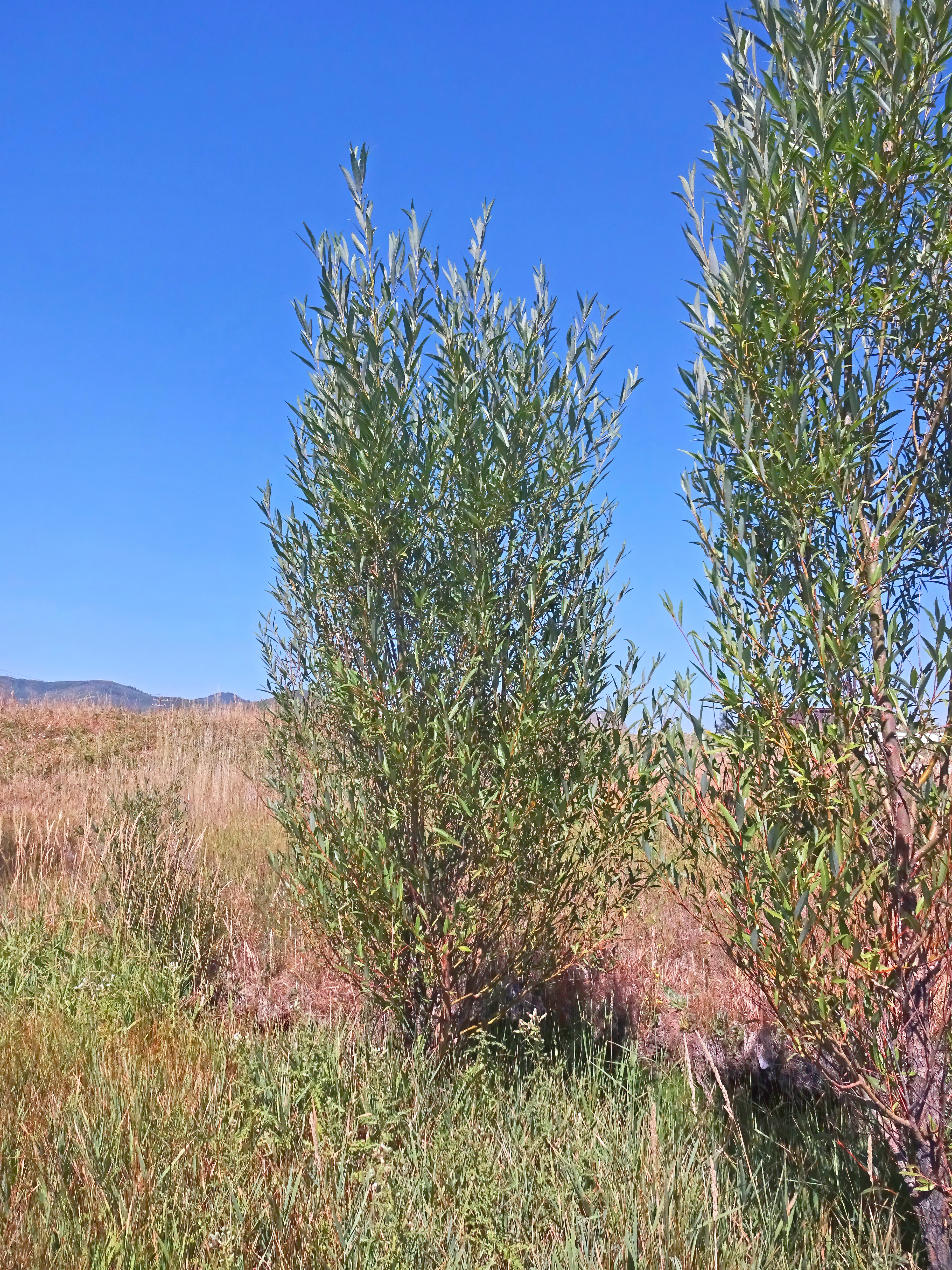
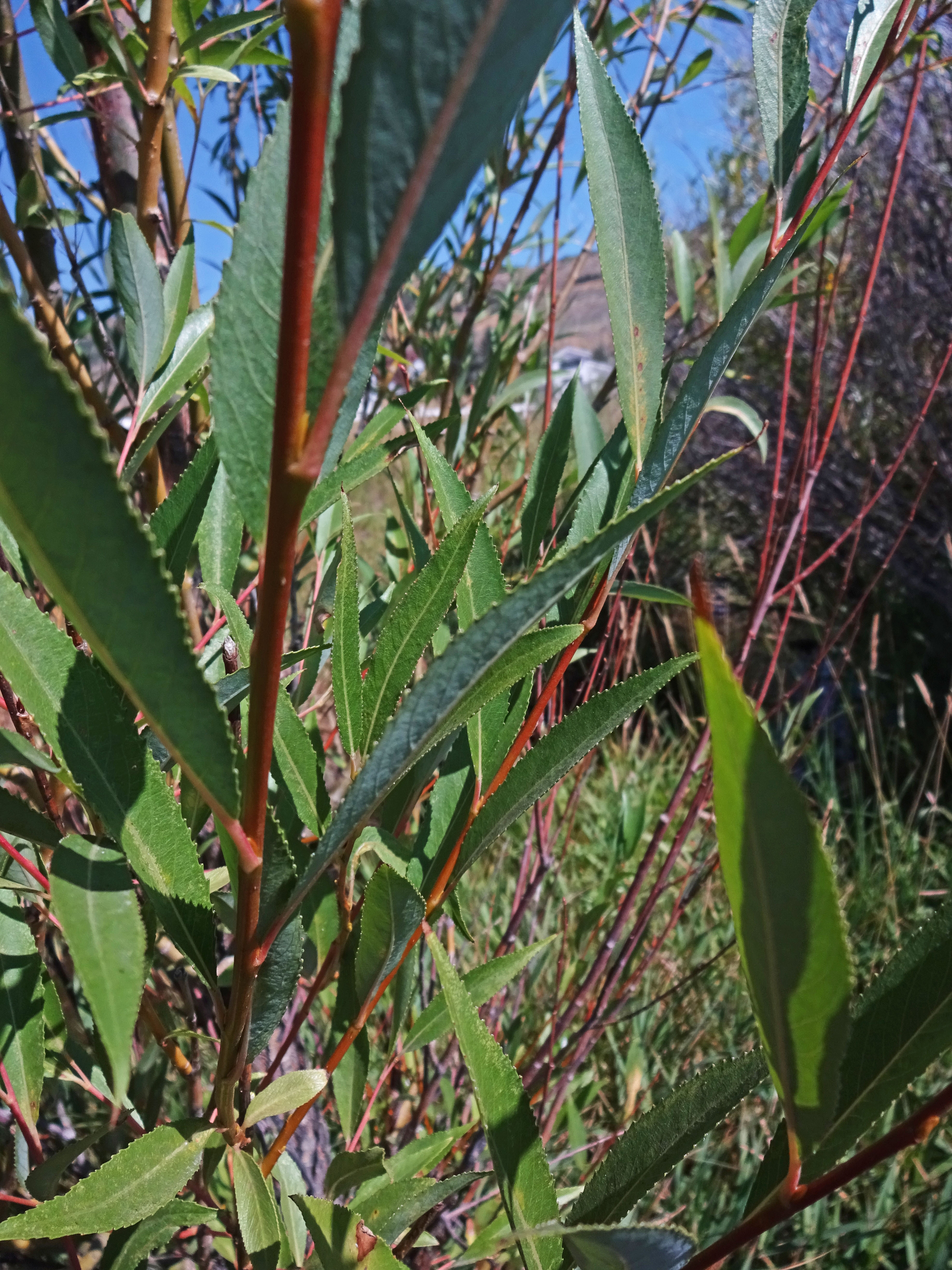
Листва
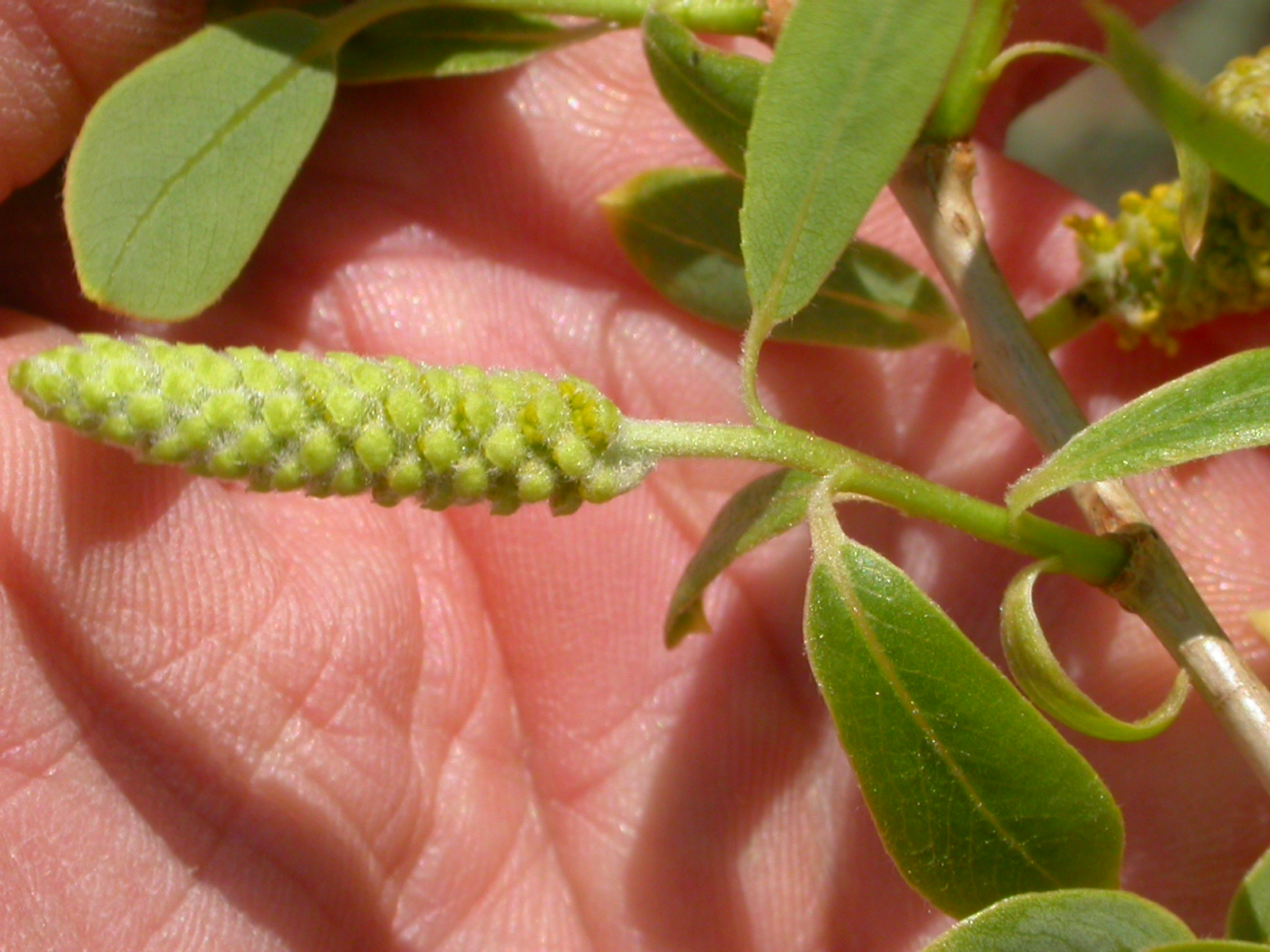
Серёжка